# Acanthastenasellus forficuloides
Acanthastenasellus forficuloides là một loài chân đều trong họ Stenasellidae. Loài này được Chelazzi & Messana miêu tả khoa học năm 1985.